# Bojan Radetić
Bojan Radetić (in serbo Бојан Радетић?; Banja Luka, 19 agosto 1988) è un ex cestista serbo.